# Kreminná
Kreminná (en ucraniano: Кремінна́; en ruso: Кременная, romanizado: Kremennaya) es una ciudad ucraniana perteneciente al óblast de Lugansk. Situada en el este del país, servía como centro administrativo del raión de Kreminna hasta 2020, aunque ahora es parte del raión de Severodonetsk y centro del municipio (hromada) de Kreminná.
La ciudad se encuentra ocupada por Rusia desde el 18 de abril de 2022, siendo administrada como parte de la de facto República Popular de Lugansk y luego ilegalmente integrada en Rusia como parte de la República Popular de Lugansk rusa.

## Geografía
Kreminná está a orillas del río Krasna, un afluente del Donets, en la región histórica de Ucrania Libre. Se encuentra a 50 km de Sievierodonetsk y a 98 kilómetros al noroeste de Lugansk.

## Historia
Kreminná fue fundada en 1680 y en 1688 albergó a uno de los cientos del regimiento de libertos de Izium. El asentamiento se denominó hasta principios del siglo XX Novoglújov en honor al regimiento Glújov estacionado aquí.
Durante el tiempo que duró la República Popular de Ucrania (1917-1918), Kreminná cambió de manos varias veces entre soviéticos y ucranianos (aliados con el Imperio alemán). Kreminná terminó formando parte de la URSS y recibió el estatuto de ciudad en 1938, convirtiéndose en 1940 en el centro de un distrito.
El 10 de julio de 1942, después de violentos ataques aéreos, la ciudad fue ocupada por las fuerzas alemanas siendo liberada por el Ejército Rojo el 31 de enero de 1943. Kreminná tiene un periódico local desde diciembre de 1943.
En julio de 2014, la ciudad fue escenario de combates durante las protestas prorrusas de 2014 en Ucrania, Kreminná permaneció bajo control ucraniano. En relación con el comienzo de la descomunización en Ucrania, el 22 de julio de 2015 se desmanteló un monumento a Lenin en Kreminná.
En marzo de 2022, durante la invasión rusa de Ucrania de 2022, el alcalde prorruso Volodýmyr Struk, que dio la bienvenida a la invasión, fue encontrado muerto a tiros en la calle después de haber sido secuestrado de su casa. La ciudad fue el sitio de algunos de los primeros combates de la ofensiva del Dombás durante la batalla de Kreminná. El 18 de abril de 2022, tropas rusas y de la LNR entraron en la ciudad de Kreminná, capturándola posteriormente unas horas después tras enfrentamientos con las Fuerzas Armadas de Ucrania. Tras la controfensiva ucraniana en Járkov, se especuló que las fuerzas rusas habían huido de Kreminná, pero esto terminó no siendo cierto.

## Demografía
La evolución de la población entre 1885 y 2021 fue la siguiente:
| 4213                                                          | 6004 | 14 753 | 25 938 | 25 463 | 25 525 | 27 686 | 24 447 | 22 858 | 20 137 | 18 417 |
| (Fuente: Cities & Towns of Ukraine y UKRAINE: Größere Städte) |      |        |        |        |        |        |        |        |        |        |

Según el censo de 2001, la mayoría de la población son ucranianos (90%) pero la ciudad cuenta también una minoría de rusos (8,6%). En cuanto al idioma, la lengua materna de la mayoría de los habitantes, el 71,67%, es el ucraniano; del 27,89% es el ruso.

## Economía
Kreminná tiene un potencial significativo en las industrias de procesamiento, alimentos, construcción y minería (el subsuelo de la ciudad es rico en gas natural y carbón). Además las excelentes oportunidades recreativas crean buenas condiciones para el desarrollo del turismo y el deporte.

## Infraestructura

### Arquitectura y monumentos

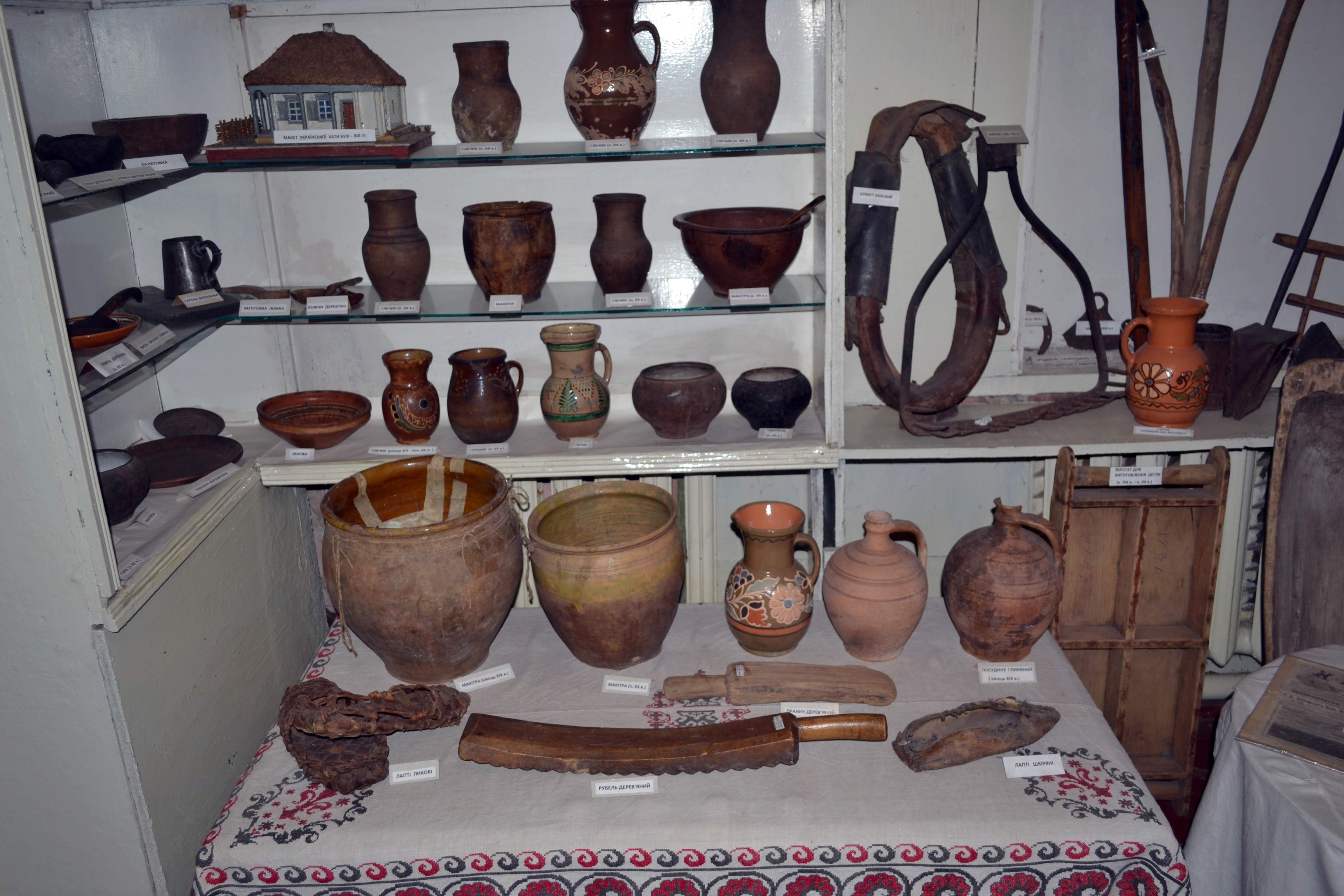
Objetos del museo local

Kreminna tiene un museo de historia local sobre la historia de la zona. 
La primera iglesia se construyó en 1749 (se incendió en 1770), sustituida por la iglesia de la Santísima Trinidad. Su construcción comenzó en 1808 y fue destruida en tiempos soviéticos. Hoy en día hay 3 templos ortodoxos en Kreminná y un monasterio masculino.
La ciudad es conocida como los "Pulmones del Dombás", ya que tiene buenas oportunidades recreativas con bosques, lagos, ríos y campamentos de recreación para niños.

### Transporte
El ferrocarril Popasna-Kúpiansk pasa por la ciudad y hay una estación en la ciudad.

## Cultura

### Arte y música
Kreminná cuenta con edificios culturales como su biblioteca municipal, una casa de la cultura, escuelas de música y arte.

### Deporte
La ciudad tiene un complejo deportivo "Olympus", un moderno centro deportivo para entrenar atletas olímpicos y paralímpicos. También hay trabajos para la creación de un club ecuestre.

## Galería

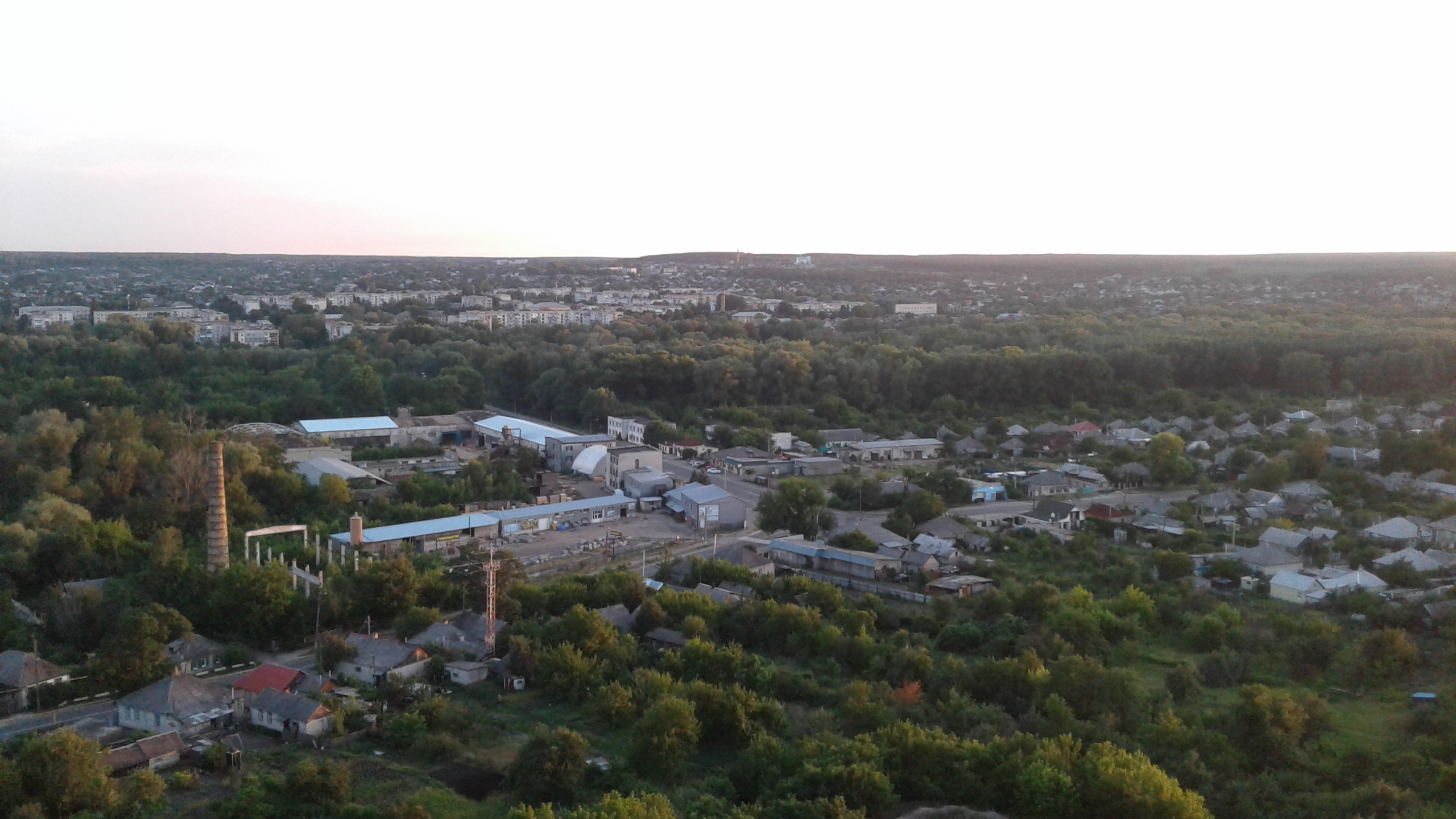
Vista aérea de Kreminná
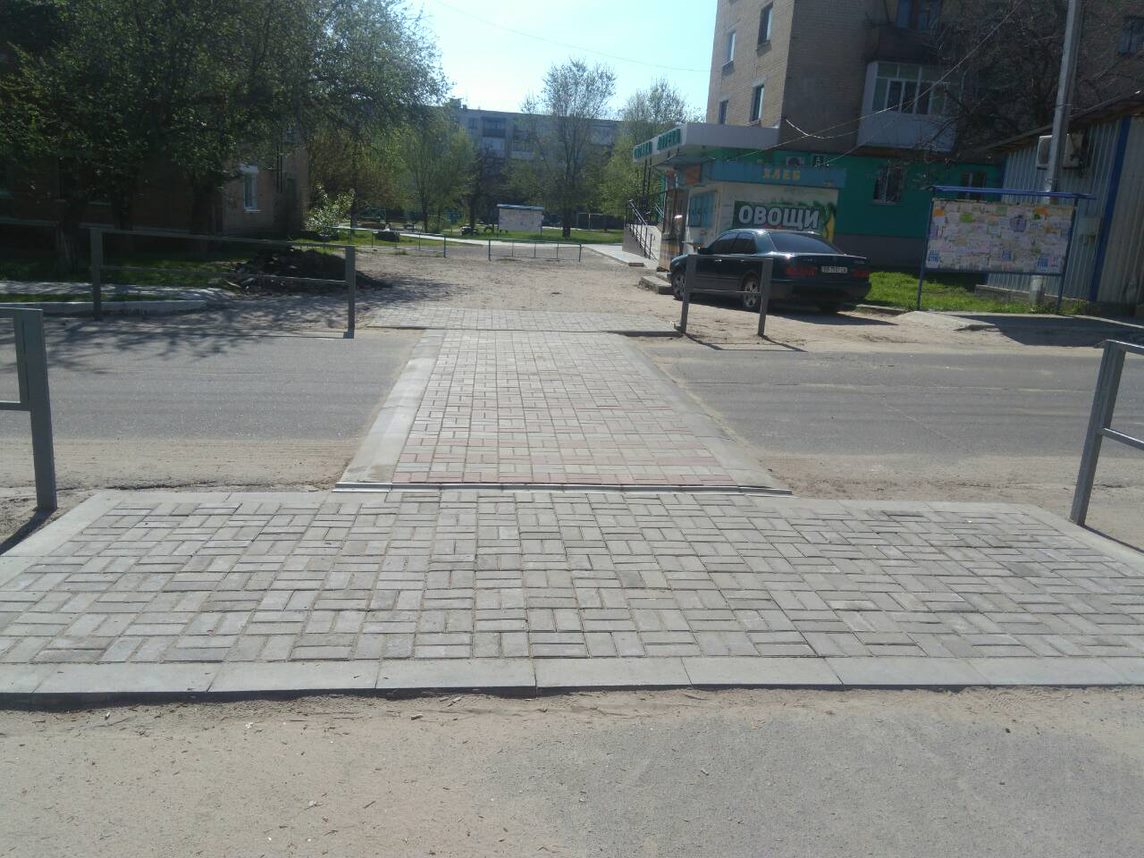
Cruce peatonal
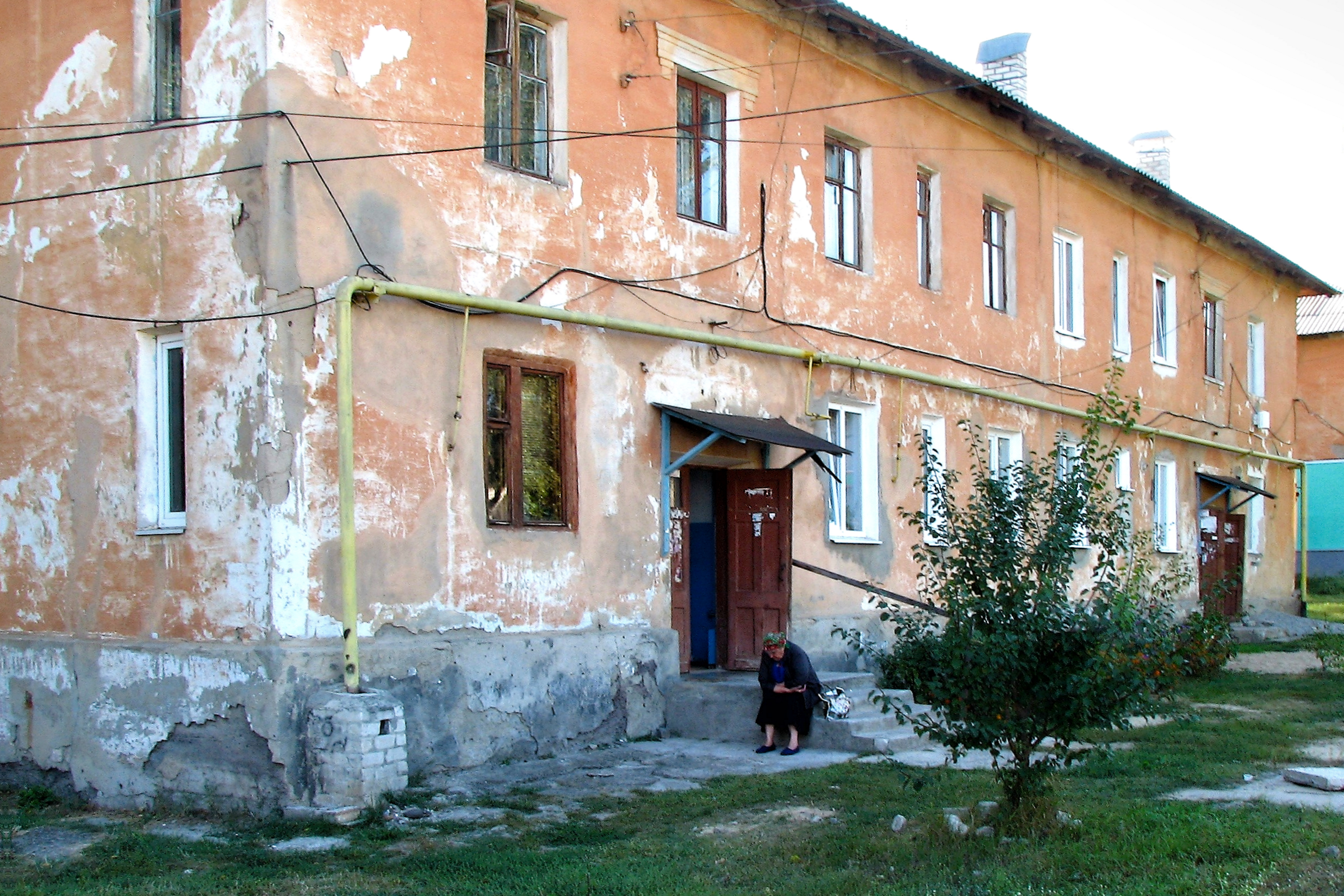
Edificio residencial
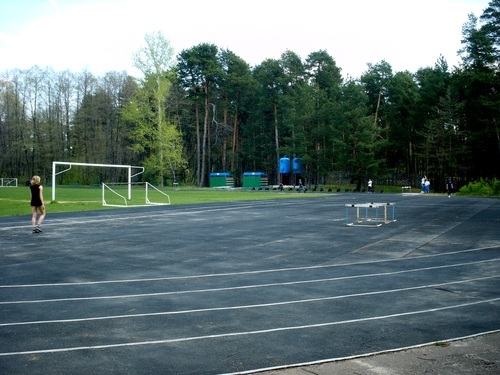
Complejo deportivo Olympus
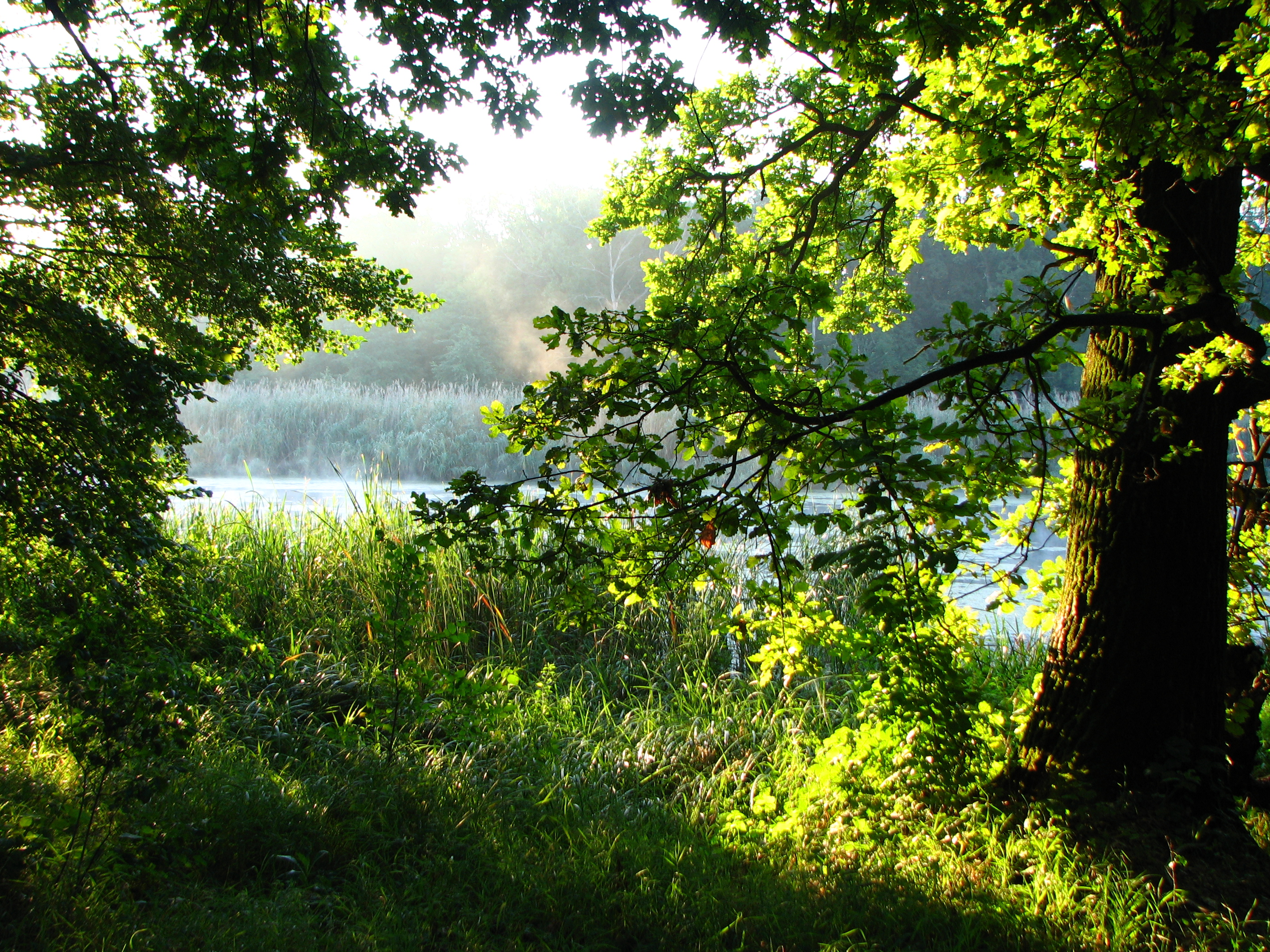
Lago entorno a Kreminná